# (5923) Liedeke
(5923) Liedeke (1992 WC8) – planetoida z pasa głównego asteroid okrążająca Słońce w ciągu 4,82 lat w średniej odległości 2,85 j.a. Odkryta 26 listopada 1992 roku.